# Мікі Ментл
Мікі Чарльз Ментл (англ. Mickey Charles Mantle; (20 жовтня 1931, м. Спевінау, округ Мейз, штат Оклахома — 1995, Даллас, штат Техас) — американський бейсболіст, польовий гравець (аутфілдер) і захисник. Усю кар'єру провів у складі «Нью-Йорк Янкіз». Отримав три титули «Найцінніший гравець» (англ. Most Valuable Player)  Американської ліги і взяв участь у 20 Матчах усіх зірок (англ. All-Star games).
Ментл узяв участь у 12 щорічних чемпіонатах США з бейсболу, перемігши в 7 із них. Утримує рекорди за кількістю хоумранів (18), RBI (40), очок (42), волків (43), сумі даблів, триплів і хоумранів (26), і кількістю зайнятих баз (123). Виграв «потрійну корону» 1956 року. 1974-го року включений у Зал слави бейсболу.